# Stazione di Higashi-Rinkan
La stazione di Higashi-Rinkan (東林間駅?, Higashi-Rinkan-eki) è una stazione ferroviaria situata nella città di Sagamihara, nel suo quartiere di Minami-ku, nella prefettura di Kanagawa, in Giappone. Essa è servita dalla linea Odakyū Enoshima delle Ferrovie Odakyū.

## Linee
Ferrovie Odakyū
● Linea Odakyū Enoshima

## Struttura
La stazione è dotata di due marciapiedi laterali con due binari passanti in superficie.
| 1 | ● Linea Odakyū Enoshima | per Yamato, Fujisawa e Katase-Enoshima   |
| 2 | ● Linea Odakyū Enoshima | per Sagami-Ōno, Shinjuku e linea Chiyoda |

## Stazioni adiacenti
| «                     | Servizio                 | »                     |
| Linea Odakyū Enoshima | Linea Odakyū Enoshima    | Linea Odakyū Enoshima |
| --------------------- | ------------------------ | --------------------- |
| Sagami-Ōno            | Locale                   | Chūō-Rinkan           |
| Transito              | Espresso Espresso rapido | Transito              |